# Godfrey av Fontaines
Godfrey av Fontaines, född cirka 1250 i Liège, död 29 oktober 1306 eller 1309, var en medeltida skolastisk filosof och teolog. Han var verksam inom många ämnesområden, men hans främsta bidrag anses vara till medeltidens metafysik.

## Skrifter
Godfreys bevarade skrifter utgörs huvudsakligen av transkriptioner av frågesessioner hållna vid Paris universitet, där han var verksam under senare delen av 1200-talet. Dessa quodlibeta hölls under adventstiden före jul, och under fastan före påsken, och bestod i öppna sittningar, där mästare och deras kandidater besvarade frågor från studenterna i publiken. Femton quodlibeta genomförda av Godfrey finns bevarade.